# 브렌타노 학파
브렌타노 학파(School of Brentano)는 좁은 의미에서는 브렌타노의 제자로 프라하 대학 교수가 되고 기술적(記述的)인 심리학을 철학의 기초로 하며, 특히 언어철학으로 유명한 안톤 마르티(1847-1914), 마르티의 제자로 그 후계자가 되고 브렌타노의 이론을 가치론·법철학·경제철학에 응용하려고 한 오스카르 크라우스(1872-1942) 등 두 사람을 의미한다.  넓게 해석하면 후설, 슈툼프흐(1848-1936), 마이농(1853-1920) 등이 포함된다.  슈툼프흐도, 마이농도 브렌타노의 의식의 지향성에서 출발하면서도 심적인 현상에만 국한되지 않는 현상과 대상으로 시야를 넓혔다. 슈툼프흐는 감각현상과 그 기억상(記憶像)만을 '현상학'의 대상으로 하고, 이를 근거로 마음이 형성하는 것을 '형상학(形相學)'의 대상으로 하였다. 마이농은 이론적인 대상, 존립해 있는 대상적인 것, 상찬(賞讚)의 대상, 욕구의 대상 등을 포괄하는 '대상론(對象論)'을 구상했다.